# Pravoslavná patriarchální katedrála v Bukurešti
Pravoslavná patriarchální katedrála v rumunském hlavním městě Bukurešti je hlavním katedrálním chrámem Rumunské pravoslavné církve, nacházející se nedaleko paláce patriarchů. Katedrála byla postavena v letech 1654 až 1658 během panování Konstantina II. Șerbana. Jsou v ní uloženy relikvie sv. Demetria, patrona Bukurešti. Patrony chrámu jsou císař svatý Konstantin a jeho matka svatá Helena.